# Nowyj Komar
Nowyj Komar (ukr. Новий Комар) – wieś na Ukrainie, w obwodzie donieckim, w rejonie wołnowaskim, w hromadzie Wełyka Nowosiłka. W 2022 liczyła 500 mieszkańców, głównie rosyjskojęzycznych.